# Леонтьев, Александр Иванович
Алекса́ндр Ива́нович Лео́нтьев (24 мая 1927, Ленинград — 30 ноября 2022) — советский и российский учёный-теплофизик, академик РАН (1991), доктор технических наук.
Заслуженный деятель науки РФ (1997). Лауреат Государственной премии РСФСР (1988), премии «Глобальная энергия» (2010), почётный доктор Московского энергетического института (1997).

## Биография
Родился в семье выпускника лесотехнической академии, Ивана Ивановича Леонтьева. Мама — Галина Михайловна — происходила из рода Фортунатовых, умерла при родах в 1930 году. Вместе с родителем много переезжал по стране (Дальний восток, Кунцево, Химки). Среднюю школу окончил в городе Химки, одноклассником был Давид Тышлер.
В 1950 году, после окончания Московского авиационного института, руководитель дипломной работы Г. Ф. Теленин, поступил на работу в Энергетический институт им. Кржижановского (ЭНИН).
В 1959 году — руководитель лаборатории термогазодинамики в Институте теплофизики Сибирского отделения АН СССР. В Сибири совместно с C.С. Кутателадзе разработал предельные относительные законы пристенной турбулентности.
В 1969 году возвратился в Москву, прошёл по конкурсу в ИВТАН.
В 1975 году — профессор кафедры термогазодинамики и газотурбинных двигателей в Московском государственном техническом университете им. Н. Э. Баумана. В 1979—1998 годах заведующий кафедрой. С 1998 года там же советник ректората. С 1986 года — сопредседатель, а с 1995 года — председатель Национального комитета по тепло- и массообмену РАН. В 1996 году — заместитель секретаря отдела физико-технических проблем энергетики РАН.
С 1994 года являлся председателем президиума Российской Национальной конференции по теплообмену. С 1997 года — почётный доктор МЭИ.
В феврале 2011 года прочитал лекции по теплофизике по Центральному телевидению (канал «Культура»).
Основные труды — по теории тепло- и массообмена, турбулентного пограничного слоя.
Скончался 30 ноября 2022 года. 3 декабря похоронен на Троекуровском кладбище (уч. 23а).

## Награды
- Орден «Знак Почёта» (1967)
- Премия АН СССР им. И. И. Ползунова (1987)
- Государственная премия РСФСР в области науки и техники (1988)
- Международная Премия имени Макса Джейкоба, учреждённая Американскими обществами инженеров-механиков и инженеров-химиков (1998)
- Орден Дружбы (2005)[6]
- Премия «Глобальная энергия» (2010)
- Премия Правительства РФ (2012)[7]

## Из библиографии
- Тепломассообмен и трение в турбулентном пограничном слое / С. С. Кутателадзе, А. И. Леонтьев. — Москва : Энергия, 1972. — 341 с. : ил.
  - Тепломассообмен и трение в турбулентном пограничном слое / С. С. Кутателадзе, А. И. Леонтьев. — 2-е изд., перераб. — М. : Энергоатомиздат, 1985. — 319 с. : ил.

### Под его редакцией
- Газотурбинные и комбинированные установки / Под общ. ред. А. И. Леонтьева, М. И. Осипова. — М. : МВТУ, 1985. — 108 с. : ил.; 20 см. — (Тр. МВТУ им. Н. Э. Баумана. н432; ;).
- Современные проблемы газодинамики и тепломассообмена и пути повышения эффективности энергетических установок : [В 2 ч.] / / Под ред. А. И. Леонтьева. — М. : Изд-во МГТУ, 1991.
  - Ч. 1. — М. : Изд-во МГТУ. — 127,[1] с. : граф.
  - Ч. 2. — М. : Изд-во МГТУ. — 111,[1] с. : ил.